# Pleopeltis kolesnikovii
Pleopeltis kolesnikovii är en stensöteväxtart som beskrevs av Nikolai Nikolaievich Tzvelev. Pleopeltis kolesnikovii ingår i släktet Pleopeltis och familjen Polypodiaceae. Inga underarter finns listade.